# Saison 2 de Star Trek: Discovery
Chronologie
Saison 1 Saison 3
Saison 1 de Star Trek: Strange New Worlds
Cet article présente les épisodes de la deuxième saison de la série télévisée américaine Star Trek: Discovery.

## Synopsis de la saison
En 2258, peu après la fin de la guerre avec les Klingons — qui a vu la mort de Gabriel Lorca de l'Empire Terrien, l'unification de l'Empire Kinglon ayant permis la paix, et la réhabilitation de Michael Burnham — sept signaux rouges apparaissent un peu partout dans la galaxie. Le timing de ces signaux, juste après la guerre, et la puissance nécessaire pour les créer mettent Starfleet et la Fédération en alerte rouge. Le Capitaine Christopher Pike est affecté au commandement du Discovery avec pour mission de découvrir la nature de ces signaux et la raison de leur apparition. Pour ce faire, il devra notamment travailler avec la mystérieuse Section 31 de Starfleet. Il s'avère que ces signaux sont liés à une entité inconnue, surnommée « l'Ange Rouge », ainsi qu'à Spock, l'officier scientifique de l'USS Enterprise et frère adoptif de Michael Burnham...

## Distribution

### Acteurs principaux
- Sonequa Martin-Green (VF : Olivia Luccioni) : Commandeur Michael Burnham, officier scientifique du Discovery
- Doug Jones (VF : Jean-Pol Brissart) : Commandeur Saru, commandant en second du Discovery
- Shazad Latif (VF : Benjamin Pascal) : Commandeur Ash Tyler, officier de liaison de la Section 31
- Anthony Rapp (VF : Vincent Ropion) : Lieutenant-Commandeur Paul Stamets, ingénieur en chef du Discovery
- Mary Wiseman (VF : Edwige Lemoine) : Enseigne Sylvia Tilly, ingénieure du Discovery
- Wilson Cruz (VF : Jérôme Berthoud) : Dr Hugh Culber, médecin de bord du Discovery, et compagnon de Stamets.
- Anson Mount (VF : Laurent Mantel) : Capitaine Christopher Pike, commandant de l'Enterprise, puis du Discovery

### Acteurs récurrents
- James Frain (VF : Pierre Tessier) : Sarek, ambassadeur des Vulcains auprès de la Fédération et père de Spock et de Michael Burnham
- Mia Kirshner : Amanda Grayson, épouse de Sarek et mère de Spock et de Michael Burnham
- Ethan Peck : Lieutenant Spock, officier scientifique de l'Enterprise
- Jayne Brook : Vice-Amirale Katrina Cornwell
- Emily Coutts (VF : Maëlle Genet) : Lieutenant Keyla Detmer, timonier de l'USS Discovery
- Patrick Kwok-Choon : Lieutenant Gen Rhys, officier tactique de l'USS Discovery
- Oyin Oladejo : Lieutenant Joann Owosekun, officier des opérations de l'USS Discovery
- Ronnie Rowe Jr. : Lieutenant Ronald Altman Bryce, officier des communications de l'USS Discovery
- Sara Mitich : Commandeur Airiam/Lieutenant Nilsson, officiers de la propulsion sporique de l'USS Discovery
- Michelle Yeoh (VF : Ivana Coppola) : Commandeur Philippa Georgiou, agent de la Section 31
- Rachael Ancheril: Commandeur Nahn, chef de la sécurité du Discovery
- Alan van Sprang : Capitaine Leland, agent de la Section 31
- Tig Notaro (VF : Véronique Augereau) : Commandeur Jett Reno, ingénieur en chef de l'USS Hiawatha.
- Bahia Watson : Officier May Ahearn

### Invités
- Rebecca Romijn : Numéro Un
- Mary Chieffo (en) : Chancelier L'Rell, dirigeante suprême de l'Empire Klingon (2 épisodes)

## Liste des épisodes
Les titres en français sont ceux fournis par Netflix sur le site officiel de la série.
1. Frère
2. Nouvel Éden
3. Les Signaux lumineux
4. Une obole pour Charon
5. Les Saints de l'imperfection
6. Le Bruit du tonnerre
7. Ombres et lumière
8. Le Pouvoir de la mémoire
9. Projet Dédale
10. L'Ange rouge
11. Infini perpétuel
12. À travers la Vallée des ombres
13. Une si douce peine
14. Une si douce peine, 2e partie

### Épisode 1:Frère
- États-Unis /  Canada /  Québec : 17 janvier 2019 sur CBS / CTV + Space / Ztélé
- France : 18 janvier 2019 sur Netflix

- Tig Notaro (Commandeur Jett Reno)
- Sean Connolly Affleck (Lieutenant Evan Connolly)

### Épisode 2:Nouvel Éden
- États-Unis /  Canada /  Québec : 24 janvier 2019 sur CBS / CTV + Space / Ztélé
- France : 25 janvier 2019 sur Netflix

- Sheila McCarthy (Mère)
- Andrew Moodie (Jacob)
- Bahia Watson (Officier May Ahearn)

### Épisode 3:Les Signaux lumineux
- États-Unis /  Canada /  Québec : 31 janvier 2019 sur CBS / CTV + Space / Ztélé
- France : 1er février 2019 sur Netflix

- Mary Chieffo (en) (Chancelière L'Rell)
- Kenneth Mitchell (Général Kol-Sha)
- Mia Kirshner (Amanda Grayson)
- Bahia Watson (Officier May Ahearn)

- Apparition officielle de la Section 31 dans la série. Elle avait déjà fait une brève apparition dans la première saison, mais sans être mentionnée.
- La date stellaire du journal de Burnham (1029.46) est antérieure à la date stellaire mentionnée dans le premier épisode de la série (1207.3).

### Épisode 4:Une obole pour Charon
- États-Unis /  Canada /  Québec : 7 février 2019 sur CBS / CTV + Space / Ztélé
- France : 8 février 2019 sur Netflix

- Rebecca Romijn (Numéro Un)
- Tig Notaro (Commandeur Jett Reno)
- Bahia Watson (Officier May Ahearn)

### Épisode 5:Les Saints de l'imperfection
- États-Unis /  Canada /  Québec : 14 février 2019 sur CBS / CTV + Space / Ztélé
- France : 15 février 2019 sur Netflix

- Jayne Brook (Vice-Amirale Katrina Cornwell)
- Alan van Sprang (Capitaine Leland)
- Bahia Watson (Officier May Ahearn)

### Épisode 6:Le Bruit du tonnerre
- États-Unis /  Canada /  Québec : 21 février 2019 sur CBS / CTV + Space / Ztélé
- France : 22 février 2019 sur Netflix

- Hannah Spear (Siranna)
- Javier Botet (Ba'ul)

### Épisode 7:Ombres et lumière
- États-Unis /  Canada /  Québec : 28 février 2019 sur CBS / CTV + Space / Ztélé
- France : 1er mars 2019 sur Netflix

- James Frain (Ambassadeur Sarek)
- Mia Kirshner (Amanda Grayson)

### Épisode 8:Le Pouvoir de la mémoire
- États-Unis /  Canada /  Québec : 7 mars 2019 sur CBS / CTV + Space / Ztélé
- France : 8 mars 2019 sur Netflix

- Melissa George (Vina)
- Rob Brownstien (Le Gardien)
- Tara Nicodemo (Amirale Patar, directrice de la Section 31)
- Riley Gilchrist (Contre-Amiral Shukar)
- Harry Judge (Amiral Gorch)

### Épisode 9:Projet Dédale
- États-Unis /  Canada /  Québec : 14 mars 2019 sur CBS / CTV + Space / Ztélé
- France : 15 mars 2019 sur Netflix

- Jayne Brook (Vice-Amirale Katrina Cornwell)
- Tara Nicodemo (Amirale Patar, directrice de la Section 31)
- Riley Gilchrist (Contre-Amiral Shukar)
- Harry Judge (Amiral Gorch)

### Épisode 10:L'Ange rouge
- États-Unis /  Canada /  Québec : 21 mars 2019 sur CBS / CTV + Space / Ztélé
- France : 22 mars 2019 sur Netflix

- Jayne Brook (Vice-Amirale Katrina Cornwell)

### Épisode 11:Infini perpétuel
- États-Unis /  Canada /  Québec : 28 mars 2019 sur CBS / CTV + Space / Ztélé
- France : 29 mars 2019 sur Netflix

- Jayne Brook (Vice-Amirale Katrina Cornwell)
- Sonja Sohn (Gabrielle Burnham)
- Kenric Green (Mike Burnham)

### Épisode 12:À travers la Vallée des ombres
- États-Unis /  Canada /  Québec : 4 avril 2019 sur CBS / CTV + Space / Ztélé
- France : 5 avril 2019 sur Netflix

- Jayne Brook (Vice-Amirale Katrina Cornwell)
- Mary Chieffo (en) (Chancelière L'Rell)
- Tig Notaro (Commandeur Jett Reno)
- Kenneth Mitchell  (Tenavik)
- Ali Momen (Lieutenant Kamran Gant/le Contrôle)

### Épisode 13:Une si douce peine
- États-Unis /  Canada /  Québec : 11 avril 2019 sur CBS / CTV + Space / Ztélé
- France : 12 avril 2019 sur Netflix

- Jayne Brook (Vice-Amirale Katrina Cornwell)
- Tig Notaro : (Commandeur Jett Reno)
- Rebecca Romijn : (Numéro Un)
- Yadira Guevara-Prip (Reine Me Hani Ika Hali Ka Po)

- Date stellaire mentionnée dans le journal de Burnham (1051.8) lors de l'abandon du Discovery.

### Épisode 14:Une si douce peine,2epartie
- États-Unis /  Canada /  Québec : 18 avril 2019 sur CBS / CTV + Space / Ztélé
- France : 19 avril 2019 sur Netflix

- Jayne Brook (Vice-Amirale Katrina Cornwell)
- Tig Notaro : (Commandeur Jett Reno)
- Rebecca Romijn : (Numéro Un)
- Mary Chieffo (en) (Chancelière L'Rell)
- Yadira Guevara-Prip (Reine Me Hani Ika Hali Ka Po)